# КАМАЗ-4355
КАМАЗ-4355 — бортовой тягач капотной компоновки и шасси для установки различных надстроек производства КАМАЗ. Выпущен в 2002 году.

## Технические характеристики
- Колёсная формула — 6 × 6[13][14][15]
- Весовые параметры и нагрузки, а/м
  - Снаряженная масса а/м, кг — 10950
  - Грузоподъемность а/м, кг — 10000
  - Полная масса, кг — 21100
- Двигатель
  - Модель — КАМАЗ 740.30-260 (Евро-2)
  - Расположение двигателя — спереди, продольно
  - Тип — дизельный с турбонаддувом
  - Мощность кВт (л. с.) — 191(260)
  - Расположение и число цилиндров — V-образное, 8
  - Рабочий объём, л — 10,85
- Коробка передач
  - Тип — механическая, десятиступенчатая
- Кабина
  - Тип — расположенная за двигателем
  - Исполнение — без спального места
- Колеса и шины
  - Тип колес — дисковые
  - Тип шин — пневматические, с регулированием давления
  - Размер шин — 425/85 R21 (1260x425-533P)
- Платформа
  - Платформа бортовая, с металлическими откидными бортами
  - Внутренние размеры, мм — 5160х2330
- Общие характеристики
  - Максимальная скорость, км/ч — 90
  - Угол преодол. подъёма, не менее, % — 30
  - Внешний габаритный радиус поворота, м — 13,4